# Sibiu Cycling Tour 2016
Le Sibiu Cycling Tour 2016 est une course à étapes de catégorie 2.1 disputé du 6 au 10 juillet autour de Sibiu en Roumanie.

## Présentation

### Équipes
| Équipes continentales professionnelles (4)- ONE Pro Cycling - CCC Sprandi Polkowice - Nippo-Vini Fantini - Androni Giocattoli-Sidermec Équipes continentales (13)- Unieuro Wilier - ColoQuick-Cult - Cycling Academy - Soigneur-Copenhagen - Christina Jewelry - Stradalli-Bike Aid - D'Amico Bottecchia - Tusnad - Parkhotel Valkenburg Continental - Dukla Banská Bystrica - GM Europa Ovini - Differdange-Losch - Synergy Baku Project Équipes nationales (2)- Roumanie - Bulgarie |
| |

### Étapes
| Étape     | Date      | Villes étapes         | type                        | Distance (km) | Vainqueur d'étape | Leader du classement général |
| --------- | --------- | --------------------- | --------------------------- | ------------- | ----------------- | ---------------------------- |
| Prologue  | 6 juill.  | Sibiu – Sibiu         | prologue                    | 2,3           | Andrei Nechita    | Andrei Nechita               |
| 1re étape | 7 juill.  | Sibiu – Sibiu         | étape vallonnée             | 193,5         | Steele Von Hoff   | Steele Von Hoff              |
| 2e étape  | 8 juill.  | Sibiu – Păltiniș      | étape de montagne           | 231           | Nikolay Mihaylov  | Nikolay Mihaylov             |
| 3e étape  | 9 juill.  | lac Bâlea – lac Bâlea | contre-la-montre individuel | 6,8           | Kirill Pozdnyakov | Nikolay Mihaylov             |
| 4e étape  | 10 juill. | Sibiu – Sibiu         | étape vallonnée             | 143           | Davide Viganò     | Nikolay Mihaylov             |

## Prologue
| \| Classement de l'étape \| Classement de l'étape \| Classement de l'étape \| Classement de l'étape \| Classement de l'étape \| \| Coureur \| Coureur \| Pays \| Équipe \| Temps \| \| --------------------- \| --------------------- \| --------------------- \| --------------------- \| --------------------- \| \| 1er \| Andrei Nechita \| Roumanie \| Tusnad \| 3 min 26 s \| \| 2e \| Giacomo Berlato \| Italie \| Nippo-Vini Fantini \| + 2 s \| \| 3e \| Adrian Kurek \| Pologne \| CCC Sprandi Polkowice \| + 2 s \| |                 |          |                       |            |
| |                 |          |                       |            |
| |                 |          |                       |            |
| Classement de l'étape |                 |          |                       |            |
| Coureur | Coureur         | Pays     | Équipe                | Temps      |
| 1er | Andrei Nechita  | Roumanie | Tusnad                | 3 min 26 s |
| 2e | Giacomo Berlato | Italie   | Nippo-Vini Fantini    | + 2 s      |
| 3e | Adrian Kurek    | Pologne  | CCC Sprandi Polkowice | + 2 s      |

| \| Classement général \| Classement général \| Classement général \| Classement général \| Classement général \| \| Coureur \| Coureur \| Pays \| Équipe \| Temps \| \| ------------------ \| ------------------ \| ------------------ \| --------------------- \| ------------------ \| \| 1er \| Andrei Nechita \| Roumanie \| Tusnad \| 3 min 26 s \| \| 2e \| Giacomo Berlato \| Italie \| Nippo-Vini Fantini \| + 2 s \| \| 3e \| Adrian Kurek \| Pologne \| CCC Sprandi Polkowice \| + 2 s \| |                 |          |                       |            |
| |                 |          |                       |            |
| |                 |          |                       |            |
| Classement général |                 |          |                       |            |
| Coureur | Coureur         | Pays     | Équipe                | Temps      |
| 1er | Andrei Nechita  | Roumanie | Tusnad                | 3 min 26 s |
| 2e | Giacomo Berlato | Italie   | Nippo-Vini Fantini    | + 2 s      |
| 3e | Adrian Kurek    | Pologne  | CCC Sprandi Polkowice | + 2 s      |

## étape 1
| \| Classement de l'étape \| Classement de l'étape \| Classement de l'étape \| Classement de l'étape \| Classement de l'étape \| \| Coureur \| Coureur \| Pays \| Équipe \| Temps \| \| --------------------- \| --------------------- \| --------------------- \| --------------------------- \| --------------------- \| \| 1er \| Steele Von Hoff \| Australie \| ONE Pro Cycling \| 4 h 42 min 38 s \| \| 2e \| Davide Viganò \| Italie \| Androni Giocattoli-Sidermec \| + 0 s \| \| 3e \| Filippo Fortin \| Italie \| GM Europa Ovini \| + 0 s \| |                 |           |                             |                 |
| |                 |           |                             |                 |
| |                 |           |                             |                 |
| Classement de l'étape |                 |           |                             |                 |
| Coureur | Coureur         | Pays      | Équipe                      | Temps           |
| 1er | Steele Von Hoff | Australie | ONE Pro Cycling             | 4 h 42 min 38 s |
| 2e | Davide Viganò   | Italie    | Androni Giocattoli-Sidermec | + 0 s           |
| 3e | Filippo Fortin  | Italie    | GM Europa Ovini             | + 0 s           |

| \| Classement général \| Classement général \| Classement général \| Classement général \| Classement général \| \| Coureur \| Coureur \| Pays \| Équipe \| Temps \| \| ------------------ \| ------------------ \| ------------------ \| --------------------------- \| ------------------ \| \| 1er \| Steele Von Hoff \| Australie \| ONE Pro Cycling \| 4 h 46 min 01 s \| \| 2e \| Davide Viganò \| Italie \| Androni Giocattoli-Sidermec \| + 2 s \| \| 3e \| Andrei Nechita \| Roumanie \| Tusnad \| + 3 s \| |                 |           |                             |                 |
| |                 |           |                             |                 |
| |                 |           |                             |                 |
| Classement général |                 |           |                             |                 |
| Coureur | Coureur         | Pays      | Équipe                      | Temps           |
| 1er | Steele Von Hoff | Australie | ONE Pro Cycling             | 4 h 46 min 01 s |
| 2e | Davide Viganò   | Italie    | Androni Giocattoli-Sidermec | + 2 s           |
| 3e | Andrei Nechita  | Roumanie  | Tusnad                      | + 3 s           |

## étape 2
| \| Classement de l'étape \| Classement de l'étape \| Classement de l'étape \| Classement de l'étape \| Classement de l'étape \| \| Coureur \| Coureur \| Pays \| Équipe \| Temps \| \| --------------------- \| --------------------- \| --------------------- \| -------------------------------- \| --------------------- \| \| 1er \| Nikolay Mihaylov \| Bulgarie \| CCC Sprandi Polkowice \| 5 h 18 min 55 s \| \| 2e \| Francesco Gavazzi \| Italie \| Androni Giocattoli-Sidermec \| + 3 min 46 s \| \| 3e \| Derk Abel Beckeringh \| Pays-Bas \| Parkhotel Valkenburg Continental \| + 3 min 59 s \| |                      |          |                                  |                 |
| |                      |          |                                  |                 |
| |                      |          |                                  |                 |
| Classement de l'étape |                      |          |                                  |                 |
| Coureur | Coureur              | Pays     | Équipe                           | Temps           |
| 1er | Nikolay Mihaylov     | Bulgarie | CCC Sprandi Polkowice            | 5 h 18 min 55 s |
| 2e | Francesco Gavazzi    | Italie   | Androni Giocattoli-Sidermec      | + 3 min 46 s    |
| 3e | Derk Abel Beckeringh | Pays-Bas | Parkhotel Valkenburg Continental | + 3 min 59 s    |

| \| Classement général \| Classement général \| Classement général \| Classement général \| Classement général \| \| Coureur \| Coureur \| Pays \| Équipe \| Temps \| \| ------------------ \| -------------------- \| ------------------ \| -------------------------------- \| ------------------ \| \| 1er \| Nikolay Mihaylov \| Bulgarie \| CCC Sprandi Polkowice \| 10 h 04 min 55 s \| \| 2e \| Francesco Gavazzi \| Italie \| Androni Giocattoli-Sidermec \| + 3 min 56 s \| \| 3e \| Derk Abel Beckeringh \| Pays-Bas \| Parkhotel Valkenburg Continental \| + 4 min 09 s \| |                      |          |                                  |                  |
| |                      |          |                                  |                  |
| |                      |          |                                  |                  |
| Classement général |                      |          |                                  |                  |
| Coureur | Coureur              | Pays     | Équipe                           | Temps            |
| 1er | Nikolay Mihaylov     | Bulgarie | CCC Sprandi Polkowice            | 10 h 04 min 55 s |
| 2e | Francesco Gavazzi    | Italie   | Androni Giocattoli-Sidermec      | + 3 min 56 s     |
| 3e | Derk Abel Beckeringh | Pays-Bas | Parkhotel Valkenburg Continental | + 4 min 09 s     |

## étape 3
| \| Classement de l'étape \| Classement de l'étape \| Classement de l'étape \| Classement de l'étape \| Classement de l'étape \| \| Coureur \| Coureur \| Pays \| Équipe \| Temps \| \| --------------------- \| --------------------- \| --------------------- \| ---------------------------- \| --------------------- \| \| 1er \| Kirill Pozdnyakov \| Russie \| Synergy Baku Cycling Project \| 16 min 21 s \| \| 2e \| Alessio Taliani \| Italie \| Androni Giocattoli-Sidermec \| + 6 s \| \| 3e \| Serghei Țvetcov \| Roumanie \| Androni Giocattoli-Sidermec \| + 11 s \| |                   |          |                              |             |
| |                   |          |                              |             |
| |                   |          |                              |             |
| Classement de l'étape |                   |          |                              |             |
| Coureur | Coureur           | Pays     | Équipe                       | Temps       |
| 1er | Kirill Pozdnyakov | Russie   | Synergy Baku Cycling Project | 16 min 21 s |
| 2e | Alessio Taliani   | Italie   | Androni Giocattoli-Sidermec  | + 6 s       |
| 3e | Serghei Țvetcov   | Roumanie | Androni Giocattoli-Sidermec  | + 11 s      |

| \| Classement général \| Classement général \| Classement général \| Classement général \| Classement général \| \| Coureur \| Coureur \| Pays \| Équipe \| Temps \| \| ------------------ \| ------------------ \| ------------------ \| --------------------------- \| ------------------ \| \| 1er \| Nikolay Mihaylov \| Bulgarie \| CCC Sprandi Polkowice \| 10 h 21 min 43 s \| \| 2e \| Francesco Gavazzi \| Italie \| Androni Giocattoli-Sidermec \| + 4 min 33 s \| \| 3e \| Alex Turrin \| Italie \| Unieuro Wilier \| + 5 min 35 s \| |                   |          |                             |                  |
| |                   |          |                             |                  |
| |                   |          |                             |                  |
| Classement général |                   |          |                             |                  |
| Coureur | Coureur           | Pays     | Équipe                      | Temps            |
| 1er | Nikolay Mihaylov  | Bulgarie | CCC Sprandi Polkowice       | 10 h 21 min 43 s |
| 2e | Francesco Gavazzi | Italie   | Androni Giocattoli-Sidermec | + 4 min 33 s     |
| 3e | Alex Turrin       | Italie   | Unieuro Wilier              | + 5 min 35 s     |

## étape 4
| \| Classement de l'étape \| Classement de l'étape \| Classement de l'étape \| Classement de l'étape \| Classement de l'étape \| \| Coureur \| Coureur \| Pays \| Équipe \| Temps \| \| --------------------- \| --------------------- \| --------------------- \| --------------------------- \| --------------------- \| \| 1er \| Davide Viganò \| Italie \| Androni Giocattoli-Sidermec \| 3 h 14 min 11 s \| \| 2e \| Matteo Malucelli \| Italie \| Unieuro Wilier \| + 0 s \| \| 3e \| Eduard-Michael Grosu \| Roumanie \| Nippo-Vini Fantini \| + 0 s \| |                      |          |                             |                 |
| |                      |          |                             |                 |
| |                      |          |                             |                 |
| Classement de l'étape |                      |          |                             |                 |
| Coureur | Coureur              | Pays     | Équipe                      | Temps           |
| 1er | Davide Viganò        | Italie   | Androni Giocattoli-Sidermec | 3 h 14 min 11 s |
| 2e | Matteo Malucelli     | Italie   | Unieuro Wilier              | + 0 s           |
| 3e | Eduard-Michael Grosu | Roumanie | Nippo-Vini Fantini          | + 0 s           |

### Classement général
| \| Classement général \| Classement général \| Classement général \| Classement général \| Classement général \| \| Coureur \| Coureur \| Pays \| Équipe \| Temps \| \| ------------------ \| ------------------ \| ------------------ \| --------------------------- \| ------------------ \| \| 1er \| Nikolay Mihaylov \| Bulgarie \| CCC Sprandi Polkowice \| 13 h 35 min 57 s \| \| 2e \| Francesco Gavazzi \| Italie \| Androni Giocattoli-Sidermec \| + 4 min 33 s \| \| 3e \| Alex Turrin \| Italie \| Unieuro Wilier \| + 5 min 35 s \| |                   |          |                             |                  |
| |                   |          |                             |                  |
| Source : ProCyclingStats |                   |          |                             |                  |
| Classement général |                   |          |                             |                  |
| Coureur | Coureur           | Pays     | Équipe                      | Temps            |
| 1er | Nikolay Mihaylov  | Bulgarie | CCC Sprandi Polkowice       | 13 h 35 min 57 s |
| 2e | Francesco Gavazzi | Italie   | Androni Giocattoli-Sidermec | + 4 min 33 s     |
| 3e | Alex Turrin       | Italie   | Unieuro Wilier              | + 5 min 35 s     |

## UCI Europe Tour
Le Sibiu Cycling Tour 2016 est une course faisant partie de l'UCI Europe Tour 2016 en catégorie 2.1, les 25 meilleurs temps du classement final emporte donc de 125 à 3 points.

### Étape
| Position | Leader | 1er | 2e | 3e |
| -------- | ------ | --- | -- | -- |
| PTS UCI  | 3      | 14  | 5  | 3  |

### Général
| Position | 1er | 2e | 3e | 4e | 5e | 6e | 7e | 8e | 9e | 10e | 11e | 12e | 13e | 14e | 15e | 16e | 17e | 18e | 19e | 20e | 21e | 22e | 23e | 24e | 25e |
| -------- | --- | -- | -- | -- | -- | -- | -- | -- | -- | --- | --- | --- | --- | --- | --- | --- | --- | --- | --- | --- | --- | --- | --- | --- | --- |
| PTS UCI  | 125 | 85 | 70 | 60 | 50 | 40 | 35 | 30 | 25 | 20  | 15  | 10  | 5   | 5   | 5   | 3   | 3   | 3   | 3   | 3   | 3   | 3   | 3   | 3   | 3   |